# Esqui estilo livre nos Jogos Olímpicos de Inverno de 1992
O esqui estilo livre estreou como modalidade oficial nos Jogos Olímpicos de Inverno de 1992 com dois eventos de moguls (foi esporte de demonstração em 1988). Aerials e ballet também integraram o programa, mas como demonstração e sem contar para o quadro geral de medalhas. Os eventos foram disputados na comuna de Tignes, localizada a 85 quilômetros da cidade-sede Albertville.

## Medalhistas
Masculino
| Evento          | Ouro                       | Prata                       | Bronze                               |
| --------------- | -------------------------- | --------------------------- | ------------------------------------ |
| Moguls detalhes | Edgar Grospiron FRA França | Olivier Allamand FRA França | Nelson Carmichael USA Estados Unidos |

Feminino
| Evento          | Ouro                                | Prata                                        | Bronze                           |
| --------------- | ----------------------------------- | -------------------------------------------- | -------------------------------- |
| Moguls detalhes | Donna Weinbrecht USA Estados Unidos | Yelizaveta Kozhevnikova EUN Equipa Unificada | Stine Lise Hattestad NOR Noruega |

## Eventos de demonstração
Masculino
| Evento  | 1º lugar                    | 2º lugar                     | 3º lugar                      |
| Aerials | Philippe LaRoche CAN Canadá | Nicolas Fontaine CAN Canadá  | Didier Méda FRA França        |
| Ballet  | Fabrice Becker FRA França   | Rune Kristiansen NOR Noruega | Lane Spina USA Estados Unidos |

Feminino
| Evento  | 1º lugar                 | 2º lugar                  | 3º lugar                          |
| Aerials | Colette Brand SUI Suíça  | Marie Lindgren SWE Suécia | Elfie Simchen GER Alemanha        |
| Ballet  | Conny Kissling SUI Suíça | Cathy Féchoz FRA França   | Sharon Petzold USA Estados Unidos |

## Quadro de medalhas
| Ordem | País                 | Medalha de ouro | Medalha de prata | Medalha de bronze |   |
| ----- | -------------------- | --------------- | ---------------- | ----------------- | - |
| 1     | FRA França           | 1               | 1                |                   | 2 |
| 2     | USA Estados Unidos   | 1               |                  | 1                 | 2 |
| 3     | EUN Equipa Unificada |                 | 1                |                   | 1 |
| 4     | NOR Noruega          |                 |                  | 1                 | 1 |
| TOTAL | TOTAL                | 2               | 2                | 2                 | 6 |